# Torghatten
Torghatten es una montaña del municipio de Brønnøy, Noruega. Su característica más sorprendente y conocida es que un agujero la atraviesa de lado a lado.
Según la leyenda, el agujero lo hizo el troll Hestmannen mientras perseguía a la hermosa y Virginal Lekamøya.
Cuando el troll se percató de que no podía capturarla, disparó una flecha para matarla, pero el troll-rey de Sømna interceptó la trayectoria de ésta lanzando su sombrero. Éste se transformó en una montaña con un agujero en el centro.
El agujero, con una longitud de 160 m, una anchura de 35 m, y una altura de 20 m, se formó durante la edad de hielo escandinavo.
El hielo y el agua erosionaron las rocas menos resistentes, mientras que las rocas más duras de la cima de la montaña aguantaron el desgaste.
Es posible acercarse hasta el agujero por un sendero bien preparando. 
El 6 de mayo de 1989 un aeroplano que realizaba el trayecto entre Namsos y Brønnøysund se estrelló al lado de la montaña; todos murieron (36 pasajeros más la tripulación).[cita requerida]
- Datos: Q1476265
- Multimedia: Torghatten / Q1476265